# Marathon van Osaka 1987
De marathon van Osaka 1987 werd gelopen op zondag 25 januari 1987. Het was de 6e editie van de marathon van Osaka. Alleen vrouwelijke elitelopers mochten aan de wedstrijd deelnemen. De Nieuw-Zeelandse Lorraine Moller kwam als eerste over de streep in 2:30.40.

## Uitslagen
| rang   | naam                   | land | tijd    |
| ------ | ---------------------- | ---- | ------- |
| Goud   | Lorraine Moller        | NZL  | 2:30.40 |
| Zilver | Lisa Ondieki           | AUS  | 2:30.59 |
| Brons  | Misako Miyahara        | JPN  | 2:32.10 |
| 4      | Renata Kokowska        | POL  | 2:33.07 |
| 5      | Rita Marchisio         | ITA  | 2:33.36 |
| 6      | Yekaterina Khramenkova | URS  | 2:33.58 |
| 7      | Agnes Sipka            | HUN  | 2:34.20 |
| 8      | Emma Scaunich          | ITA  | 2:36.37 |
| 9      | Rita Borralho          | POR  | 2:36.51 |
| 10     | Karolin Szabo          | HUN  | 2:37.22 |
| 11     | Hazel Stewart          | NZL  | 2:38.01 |
| 12     | Chiemi Kashiwagi       | JPN  | 2:40.10 |
| 13     | Magda Ilands           | BEL  | 2:42.01 |
| 14     | Sharlet Gilbert        | USA  | 2:45.29 |
| 15     | Hidemi Usutani         | JPN  | 2:47.01 |
| 16     | Petrina Trowbridge     | AUS  | 2:47.43 |
| 17     | Masako Matsumura       | JPN  | 2:48.01 |
| 18     | Marita Gestranius      | SWE  | 2:49.05 |
| 19     | Minoru Muramoto        | JPN  | 2:50.24 |
| 22     | Satsuko Hanafusa       | JPN  | 2:53.02 |
| 24     | Saori Terakoshi        | JPN  | 2:54.29 |

1982 ·
1983 ·
1984 ·
1985 ·
1986 ·
1987 ·
1988 ·
1989 ·
1990 ·
1991 ·
1992 ·
1993 ·
1994 ·
1995 ·
1996 ·
1997 ·
1998 ·
1999 ·
2000 ·
2001 ·
2002 ·
2003 ·
2004 ·
2005 ·
2006 ·
2007 ·
2008 ·
2009 ·
2010 ·
2011 · 
2012 ·
2013 ·
2014 ·
2015 ·
2016 ·
2017